# Ichoria semiopaca
Ichoria semiopaca là một loài bướm đêm thuộc phân họ Arctiinae, họ Erebidae.